# SEB bankas
SEB bankas ist die größte (nach Mitarbeiterzahl) Bank in Litauen. Es handelt sich um eine Tochtergesellschaft der größten schwedischen Bank Skandinaviska Enskilda Banken (SEB). "SEB bankas" beschäftigt 1957 Mitarbeiter (2011).

## Geschichte
1990 wurde die kommerzielle Bank "Spaudos bankas" in das Handelsregister eingetragen. Sie wurde 1998 zu AB "Vilniaus bankas" umfirmiert. 2000 kaufte man die Bank AB „Hermis“. 2005 erfolgte die Umfirmierung zu "SEB Vilniaus bankas", 2008 zu "SEB bankas".